# Vuelo 522 de Helios Airways
El vuelo 522 de Helios Airways del 14 de agosto de 2005 cubría la ruta entre el Aeropuerto Internacional de Lárnaca (Chipre), y el Aeropuerto Internacional de Ruzyně (Praga, República Checa), con escala en Atenas (Grecia). La aeronave, un Boeing 737, chocó con una montaña a las 09:04 UTC de dicho día, cerca de Grammatikó, a 40 km al norte de Atenas (con 115 pasajeros y seis tripulantes a bordo), mientras se aproximaba al aeropuerto de la capital. Todas las personas a bordo fallecieron. 
La causa del accidente se debió a que después del despegue, según ganaba altura la aeronave, un fallo a la hora de configurar el regulador de la presurización provocó la pérdida de la consciencia tanto de los pilotos como de los pasajeros por hipoxia, convirtiéndose el avión en ese momento en un «vuelo fantasma» que solo seguía volando por el funcionamiento del piloto automático. Finalmente, ya sobre territorio griego, impactó contra una colina debido a la falta de combustible.
Las autoridades en Chipre compartieron la lista de pasajeros. De los 115 pasajeros del avión, 48 eran menores de edad. Según una noticia emitida en Atenas, varios niños griegos regresaban de vacaciones en este vuelo. El accidente fue el mayor de la historia de la aeronavegación griega, junto con uno de los más graves de agosto de 2005, un mes oscuro para la aviación comercial, en el que también se presentaron, entre otros, las tragedias del Vuelo 708 de West Caribbean.

## Aeronave
La aeronave involucrada en este accidente, registrada inicialmente como D-ADBQ, era un Boeing 737-300 de 7 años y 8 meses, voló por primera vez el 29 de diciembre de 1997 y fue operado por DBA desde 1998 hasta 2004. Luego fue arrendado por Helios Airways el 16 de abril de 2004, y se volvió a registrar como 5B-DBY con el nombre de Olympia. Además del avión siniestrado, la flota de Helios también incluía dos Boeing 737-800 arrendados y un Airbus A319-100, que se entregaron el 14 de mayo de 2005.

## Accidente

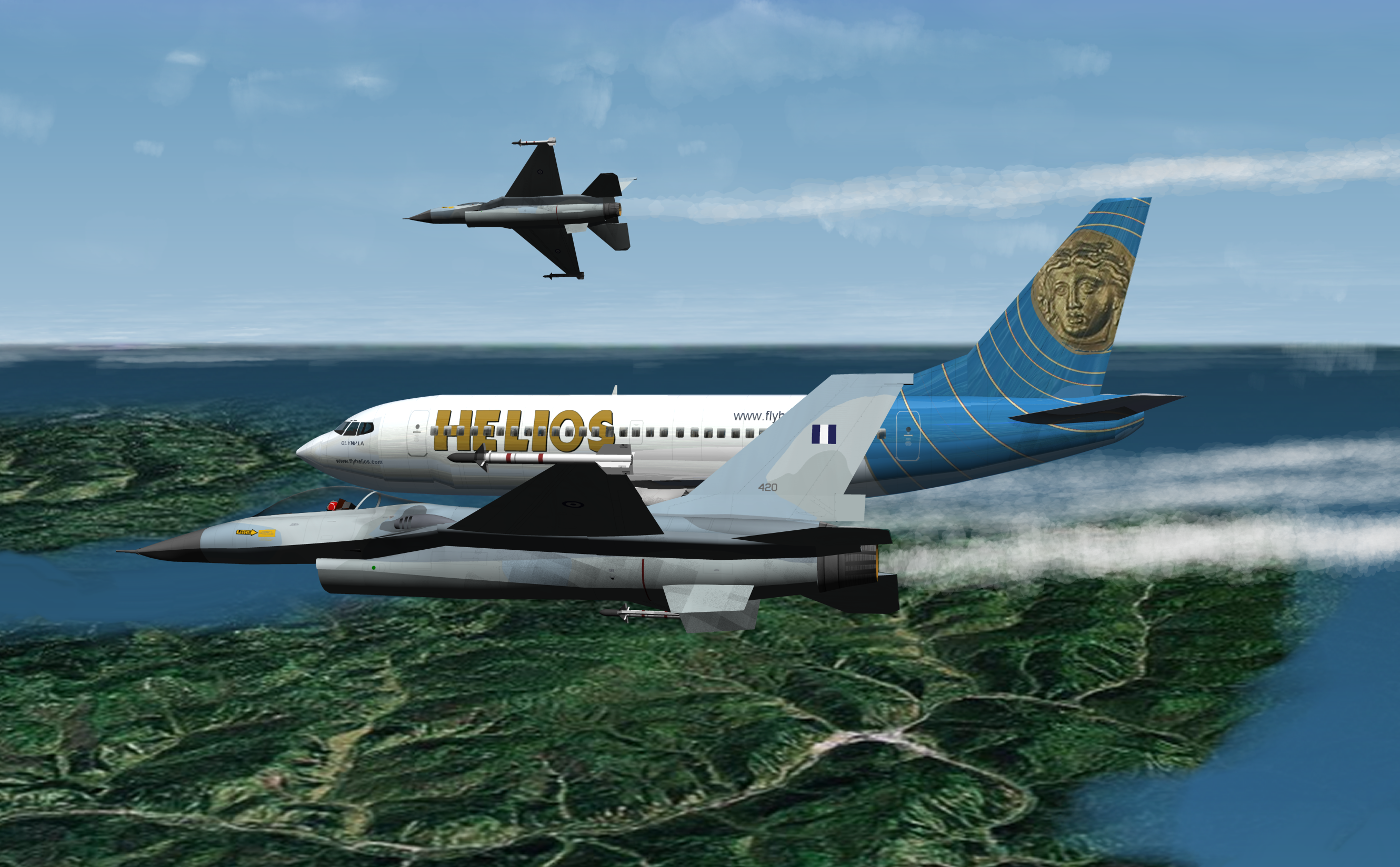
Recreación de dos cazas griegos F-16 inspeccionando el avión de Helios Airways durante el vuelo.

El capitán de vuelo era Hans-Jürgen Merten, un piloto alemán de 59 años contratado por Helios para la temporada de vacaciones, que había estado volando durante 35 años y tenía un total de 16,900 horas de vuelo, 5,500 de ellas en Boeing 737. El primer oficial fue Pampos Charalambous, un piloto chipriota de 51 años que había volado exclusivamente en Helios durante los últimos cinco años, acumulando 7,549 horas de vuelo a lo largo de su carrera, 3,991 de ellos en el Boeing 737.
A las 09:07 hora local (06:07 UTC) el avión 737 de la compañía aeronáutica Helios despega del aeropuerto de Lárnaca. 
A medida que el avión subía, la presión dentro de la cabina fue disminuyendo gradualmente, como es lógico y conocido. Al pasar por una altitud de 12,040 pies (3,670 m), sonó la alarma de advertencia de altitud de la cabina. La advertencia debería haber llevado a la tripulación a dejar de ganar altura, pero la tripulación la identificó erróneamente como una alarma de configuración de despegue, que indica que la aeronave no está lista para despegar y que sólo puede sonar en tierra. El sonido de alerta es idéntico para ambas advertencias. Se pidió asesoría sobre el disparo de las advertencias a la sede central de la aerolínea.
Las máscaras de oxígeno de la cabina principal habían descendido; sin embargo el problema continuó, sin que los pilotos ni el controlador aéreo (asesorado por el ingeniero que llevó a cabo la inspección previa) pudieran confirmar que el interruptor del sistema de presurización estuviera en la posición correcta. 
La situación continuó complicándose por la hipoxia hipobárica generalizada, que llevó a la pérdida de conocimiento de la tripulación. Entre las 09:30 y las 09:40, el ATC de Nicosia intentó contactar varias veces con la aeronave, sin éxito. A las 09:37, la aeronave pasó de la FIR Chipre a la FIR de Atenas, sin ponerse en contacto con ATC de Atenas. Se perdió el contacto entre la sede central y la aeronave en peligro, y noventa minutos más tarde, en espacio aéreo griego, los pilotos informaron a la torre de control de Lárnaca sobre un problema en el sistema de presurización del avión. Al no establecer contacto con el aeropuerto de Atenas, el almirante Panagiotis Chinofotis de las Fuerzas Armadas Helénicas ordena a las 10:55 hora local (07:55 UTC) que aviones militares intercepten la aeronave.
Veinticinco minutos después de la orden, dos aviones F-16 (C/D Fighting Falcon) de la HAF establecen contacto visual con el 737, escoltándolo hasta el momento del accidente. Los pilotos de los F-16 informaron que el piloto no estaba en cabina y que el copiloto yacía inconsciente sobre los instrumentos de vuelo; además, que los dispositivos de oxígeno de la cabina se habían activado. Unos momentos después, pudieron ver a una persona entrar en la cabina, dicha persona era un sobrecargo llamado Andreas Prodromou (1980-2005), el cual era buzo profesional y también tenía licencia de piloto de ultraligero; evitó la hipoxia gracias a sus técnicas de respiración y el dispositivo de oxígeno móvil, el modo en el cual entró en la cabina de mando sigue siendo un misterio, pero se cree que los pilotos en su confusión desactivaron elementos fundamentales debido a la hipoxia, permitiéndole la entrada a la cabina. Andreas intentó pilotar el avión sin éxito intentando comunicarse con señas con los pilotos de los F-16, sin embargo, con un motor dañado y con el décimo patrón de espera finalizado, el avión se quedó sin combustible, empezando a caer a gran velocidad. Los pilotos de los F-16 redactaron que Andreas perdió el conocimiento durante algunos minutos, pero al alcanzar los 3.000 m volvió a recobrar la conciencia debido al corto tiempo sin oxígeno, visualmente desorientado Andreas intentó por última vez controlar el avión sin éxito, aunque consiguió ladearlo alejándolo de Atenas hacia una zona rural, acción que significó que no hubo víctimas en tierra. A las 12:04 (09:04 UTC) el avión se estrelló cerca del pueblo de Grammatikó, una vez que se quedó sin combustible. 
Hubo una conferencia de prensa oficial por parte de representantes de Helios, en el aeropuerto internacional de Lárnaca, en Chipre. Sin embargo, no dieron nuevas informaciones sobre la lista de pasajeros, y los familiares de las víctimas se quejaron sobre la falta de información formal, como la lista de personas a bordo. 
Según un portavoz de la policía griega, de los pasajeros, 59 adultos y 8 niños se dirigían a Atenas y el resto continuaban hacia Praga. De los 115 pasajeros y 6 tripulantes, 103 eran chipriotas y 12 griegos.

## Causas del accidente

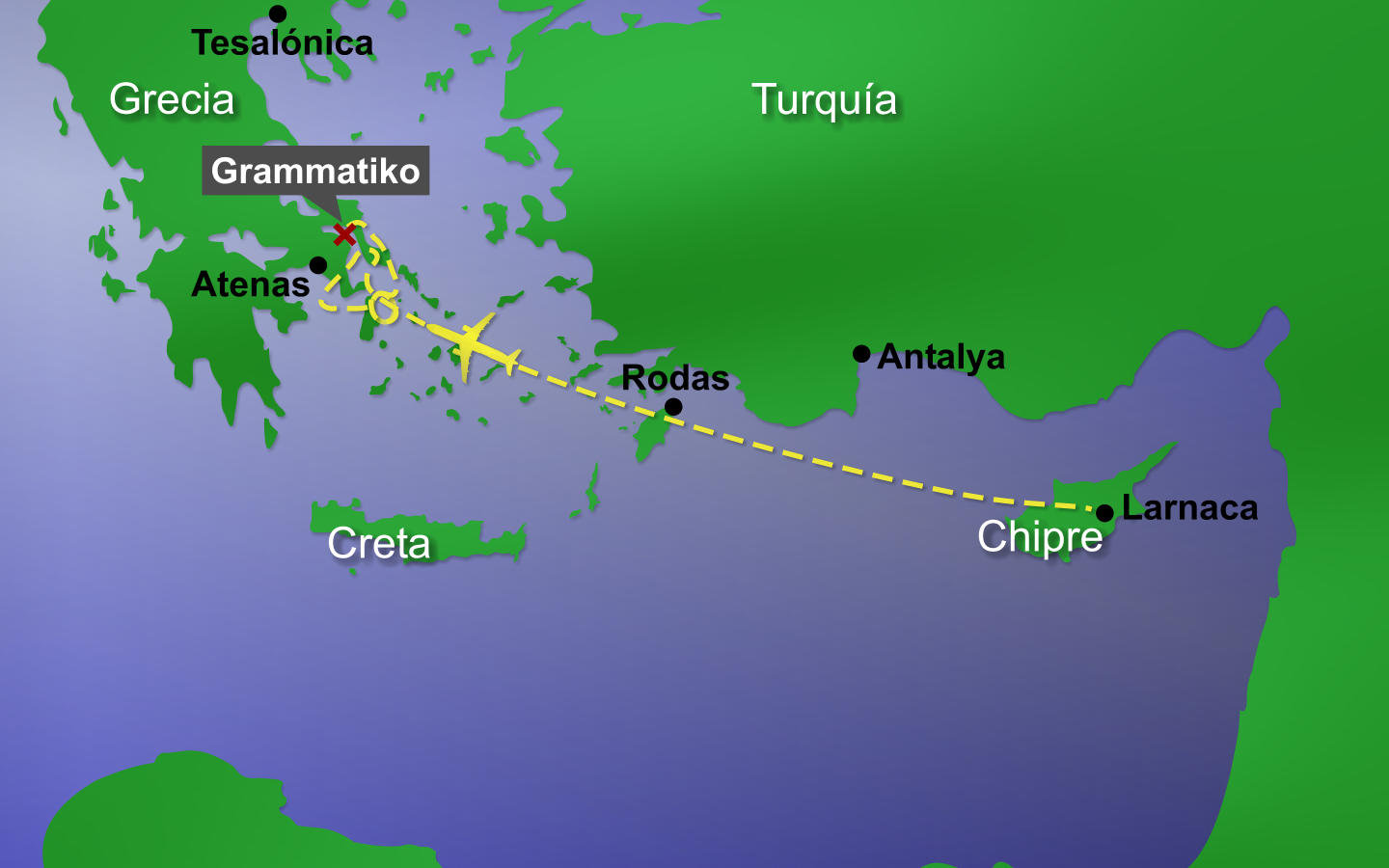
Ruta de vuelo del Helios Airways 522.

El accidente se debió a una cadena de incidentes y errores que terminó con la fatal interpretación del piloto, y también del mecánico que estuvo a cargo de realizar una reparación en la aeronave antes del vuelo.
Cuando el avión había llegado de Londres temprano esa mañana, la tripulación de vuelo anterior había informado un sello de puerta congelado y ruidos anormales provenientes de la puerta de servicio de popa derecha, solicitando una inspección completa de la puerta. La inspección fue realizada por un ingeniero de tierra que luego realizó una verificación de fugas por presurización. Para llevar a cabo esta verificación sin requerir los motores de la aeronave, el sistema de presurización se configuró en «manual». Sin embargo, el sistema no se restableció a «automático» al terminar la prueba. 
Al momento del despegue el sistema de presurización todavía estaba configurado en «manual», y la válvula de salida de popa parcialmente abierta. Sin la intervención de los pilotos, la presión de la cabina se perdería conforme el avión se elevase, que fue lo que sucedió efectivamente. El interruptor tiene una alarma luminosa y una alarma sonora; pero la alarma visual no fue percibida debido a que el sol invadía la cabina de vuelo, entonces cuando se activó la alarma sonora fue interpretada como errónea.
A la hora de despegar, el capitán, al ver que el modo de presurización estaba en manual, entendió que no era el momento de una presurización efectiva. Tras el despegue, la alarma de «Error de configuración de despegue» o «TOWS» (take off warning system) se disparó. El piloto contactó con el encargado de la torre de control pero éste no supo interpretar la alarma. El avión prosiguió su ascenso normal.
Al ganar altura la despresurización hizo saltar nuevas alarmas y las máscaras de oxígeno se desplegaron. Los pasajeros y la tripulación pudieron respirar normalmente pero solo doce minutos, pues la provisión es limitada. En condiciones normales, los pilotos hubieran realizado un descenso de emergencia hasta una altura en la que el aire fuera respirable. Sin embargo, los pilotos estaban afectados por la falta de oxígeno y no fueron capaces de reaccionar adecuadamente. El avión siguió su ascenso y la escasez de oxígeno dejó inconscientes a los pilotos y a los pasajeros, produciéndose daño cerebral minutos más tarde en la mayoría de ellos. Se cree que uno de los pasajeros envió un mensaje con el teléfono móvil indicando las condiciones de la cabina. 
Durante todo el tiempo el piloto automático controló el aparato y lo llevó hasta Atenas. Los controladores aéreos trataron infructuosamente durante más de una hora de contactar con el avión. Finalmente, el Gobierno griego, en previsión de un atentado terrorista, envió dos aviones militares F16 para ver qué estaba sucediendo. Los pilotos de los F-16 observaron que los pasajeros portaban las máscaras de oxígeno pero todos estaban inconscientes. El avión era una nave fantasma que volaba en automático. 
Los cazas vieron que el copiloto yacía sobre los mandos. Pudieron ver a una persona más en la cabina que sí se movía. Este era Andreas Prodromou, el auxiliar de a bordo que había mantenido la conciencia gracias a las bombonas de oxígeno de emergencia y además tenía entrenamiento como buzo militar, lo que pudo haberle ayudado a resistir más. También tenía conocimientos rudimentarios de aviación, pero nunca había volado un 737. La grabación del CVR permitió a los investigadores identificar a Prodromou como la persona que ingresó a la cabina para intentar salvar el avión. Emitió un «Mayday» cinco veces pero, debido a que la radio seguía sintonizada con ATC Larnaca, el control aéreo de Atenas no lo escuchó. Su voz fue reconocida por colegas que escucharon la grabación. 
Andreas trató de reanimar al copiloto y pilotar, e incluso con las pocas fuerzas que le quedaban intentó pedir auxilio a los pilotos de los F-16 griegos. Sin embargo el combustible se acabó a los pocos minutos, y el avión se estrelló en las montañas.
Después de que el avión se estrellara, se inició un incendio a su alrededor, que fue extinguido por los bomberos. El fuego quemó la mayoría de los cuerpos encontrados, que fueron enviados a Shisto, cerca de Atenas. Todas las personas a bordo fallecieron instantáneamente. Durante la investigación en el sitio del suceso, se halló el panel de presurización con el interruptor en posición MAN, lo que despertó sospechas en los fiscales.

## Resultado de las investigaciones
Realizadas las investigaciones e interrogado al mecánico de mantenimiento, se concluyó que el error de dejar configurado en panel de presurización en modo manual desató la cadena de incidentes. La tripulación no detectó el error al momento de iniciar la lista de comprobación de despegue, luego la alarma sonora fue interpretada como errónea y fue desactivada. Cuando cayeron las máscaras de oxígeno en la cabina, la tripulación no interpretó el hecho como una falla de presurización y no se realizó el protocolo de avión en descenso brusco, lo que no acaeció. Los minutos de oxigenación se acabaron y los tripulantes y pasajeros pasaron a un cuadro de hipoxia somnolienta, solo el sobrecargo Prodromou se dio cuenta de que algo andaba muy mal y reaccionó buscando las botellas de aire a presión lo que le dio unos 30 minutos más de vida. Para cuando pudo hacerse con los mandos, no pudo controlarlo debido a su inexperiencia con los 737, finalmente el avión quedó sin combustible y se desplomó.

## Consecuencias legales
El 23 de diciembre de 2008, Helios Airways y cuatro de sus funcionarios fueron acusados en Chipre de 119 cargos de homicidio involuntario y muerte por imprudencia y negligencia. Los cuatro funcionarios acusados fueron el ex piloto jefe Ianko Stoimenov, el presidente de la junta Andreas Drakos, el director ejecutivo Demetris Pantazis y el gerente de operaciones Giorgos Kikidis. El caso fue desestimado y los acusados absueltos, el 21 de diciembre de 2011. El panel de jueces dictaminó que no había «asociación causal entre los acusados y la negligencia de la que fueron acusados». El fiscal general chipriota presentó una apelación y, en diciembre de 2012, el Tribunal Supremo dejó de lado la absolución y ordenó un nuevo juicio. Dos meses después, el nuevo juicio se retiró, ya que los cargos ya se habían repetido en Grecia. 
En diciembre de 2011, poco después del final del caso en Chipre, se inició un nuevo juicio en un tribunal de primera instancia griego en el que el director ejecutivo Demetris Pantazis, el gerente de operaciones de vuelo Giorgos Kikkides, el ex piloto jefe Ianko Stoimenov y el ingeniero jefe Alan Irwin fueron acusados de homicidio involuntario. Los investigadores griegos culparon a Helios Airways del accidente del vuelo por un error humano que produjo que el avión no pueda presurizarse después de despegar del aeropuerto de Larnaca. Los fiscales de Chipre y Grecia culparon a los funcionarios de las aerolíneas por «tomar atajos» para eludir las operaciones de seguridad y también dijeron que no actuaron frente al hecho de que los pilotos no cumplían con los estándares de aviación necesarios. 
En abril de 2012, todos fueron declarados culpables y condenados a 10 años de prisión y quedaron en libertad bajo fianza en espera de una apelación.
En agosto de 2013, todos los acusados perdieron su apelación ante el Tribunal Superior de Atenas. Su sentencia de 10 años fue confirmada, pero los acusados tuvieron la opción de pagar fianzas por alrededor de € 75,000 cada uno. 
También hay una demanda de los familiares de los pasajeros fallecidos contra la Dirección de Control Aéreo chipriota, por ignorar reglamentaciones de control y seguridad de la aeronave siniestrada.

## Filmografía

### Televisión
Este accidente fue reseñado en la temporada 4 episodio 10 de la serie Mayday: catástrofes aéreas, del canal National Geographic Channel en el episodio «Avión fantasma».

### Cine
El incidente fue basado libremente en la trama de la película de terror de 2014, Flight 7500, dirigida por Takashi Shimizu, escrita por Craig Rosenberg. La película fue estrenada en los Estados Unidos el 12 de abril de 2016 por CBS Films y Lionsgate

## Galería

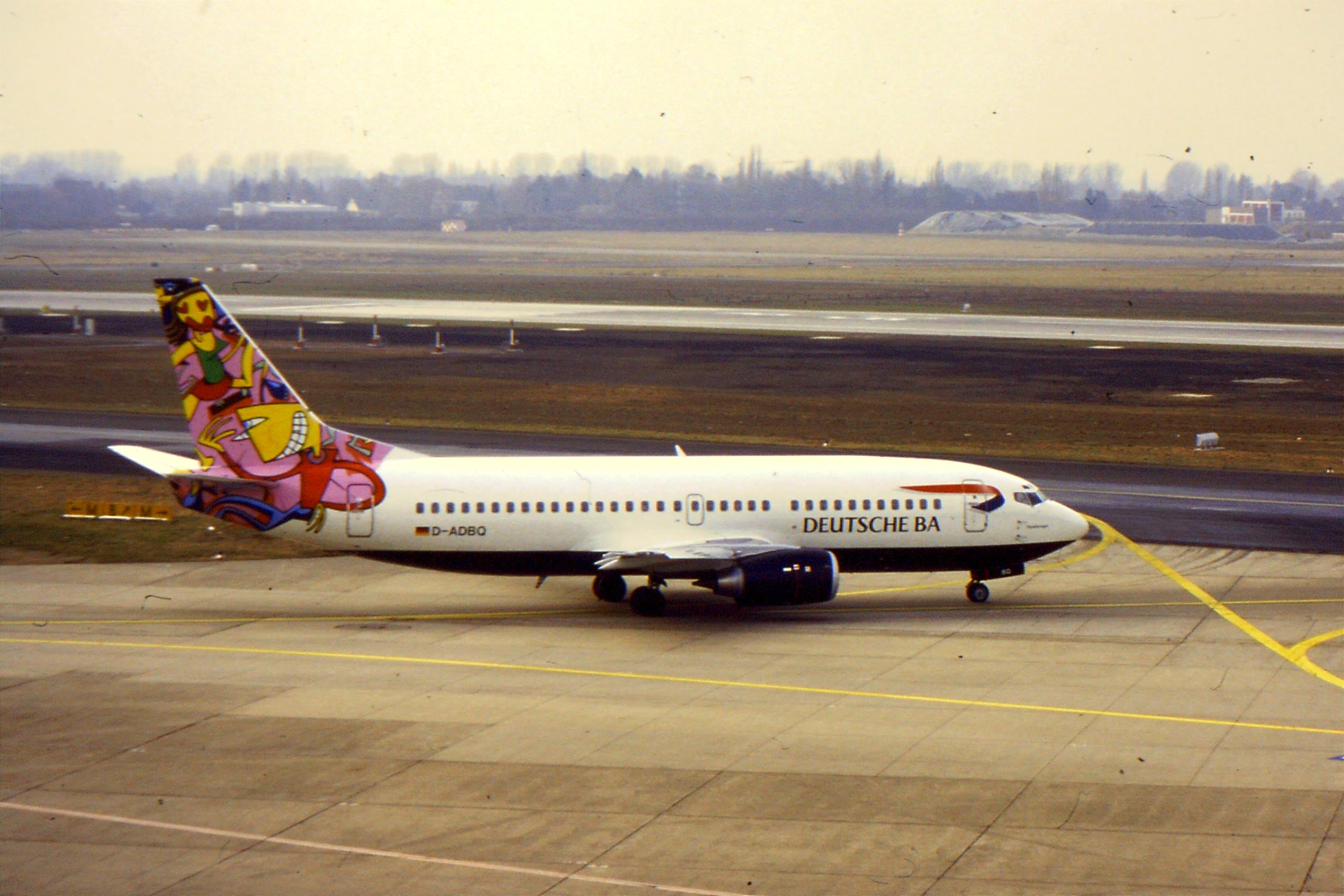
El avión accidentado fotografiado mientras estaba en servicio con DBA (airline).
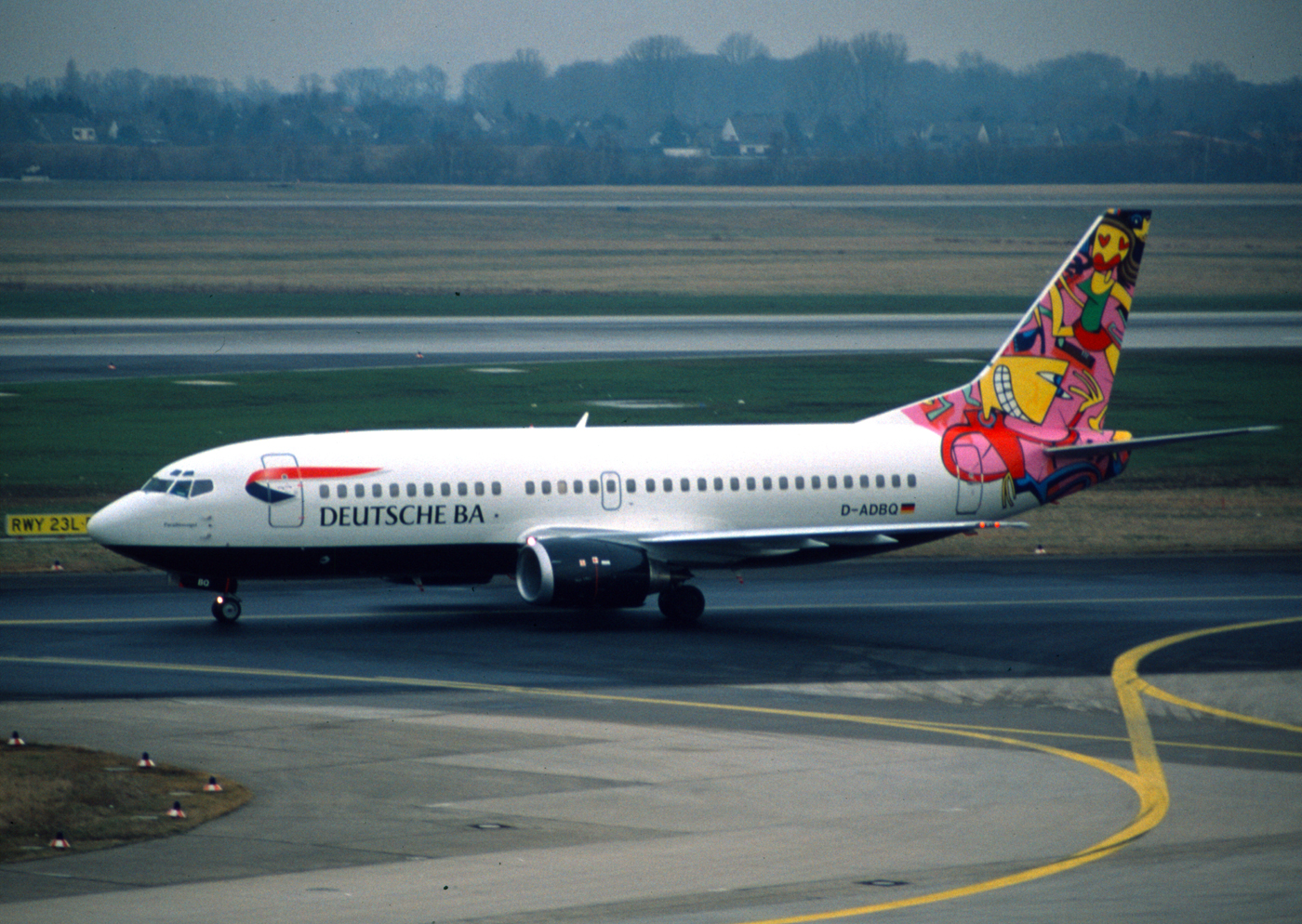
El avión accidentado fotografiado en febrero de 1998.
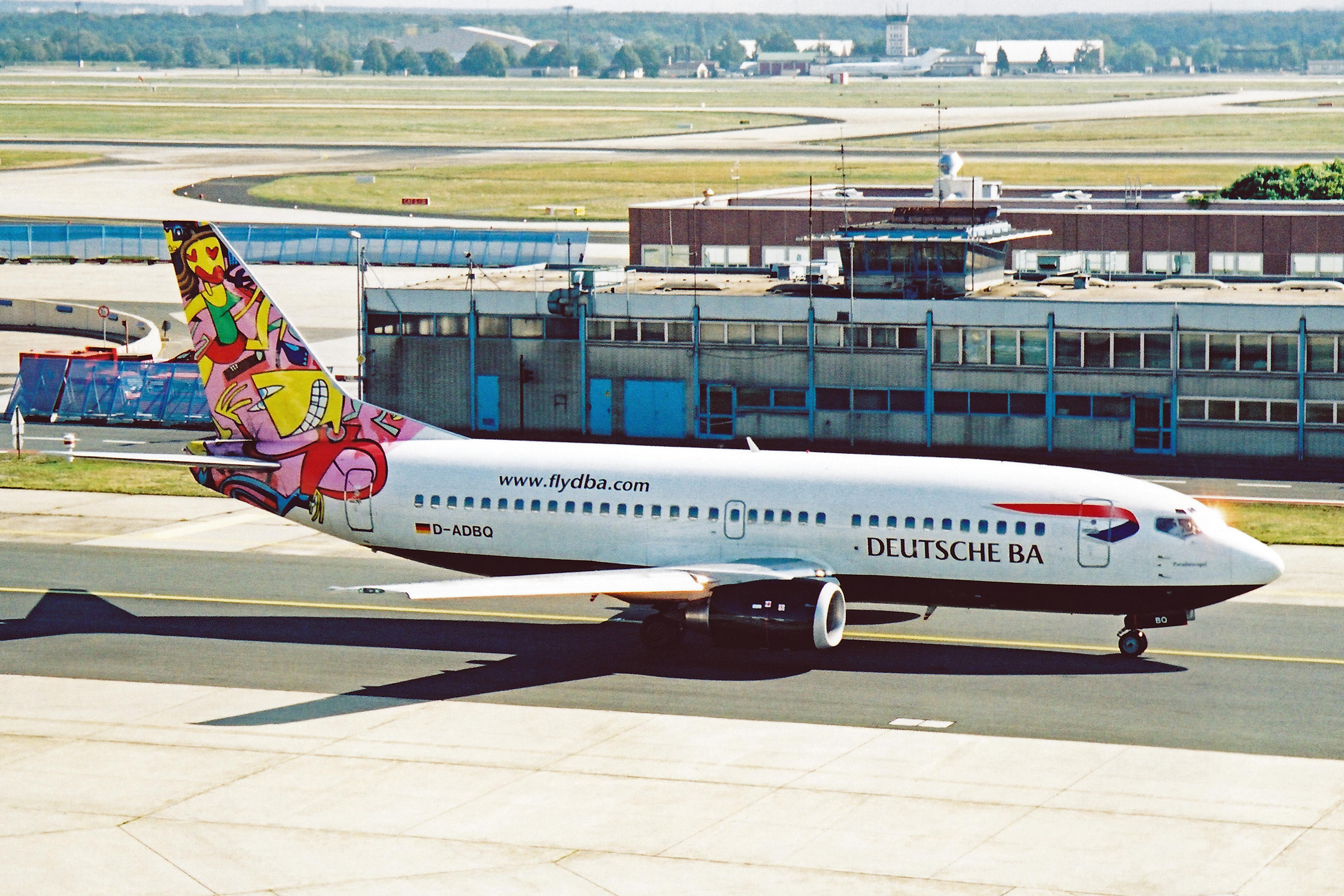
El avión accidentado fotografiado en septiembre de 2002.
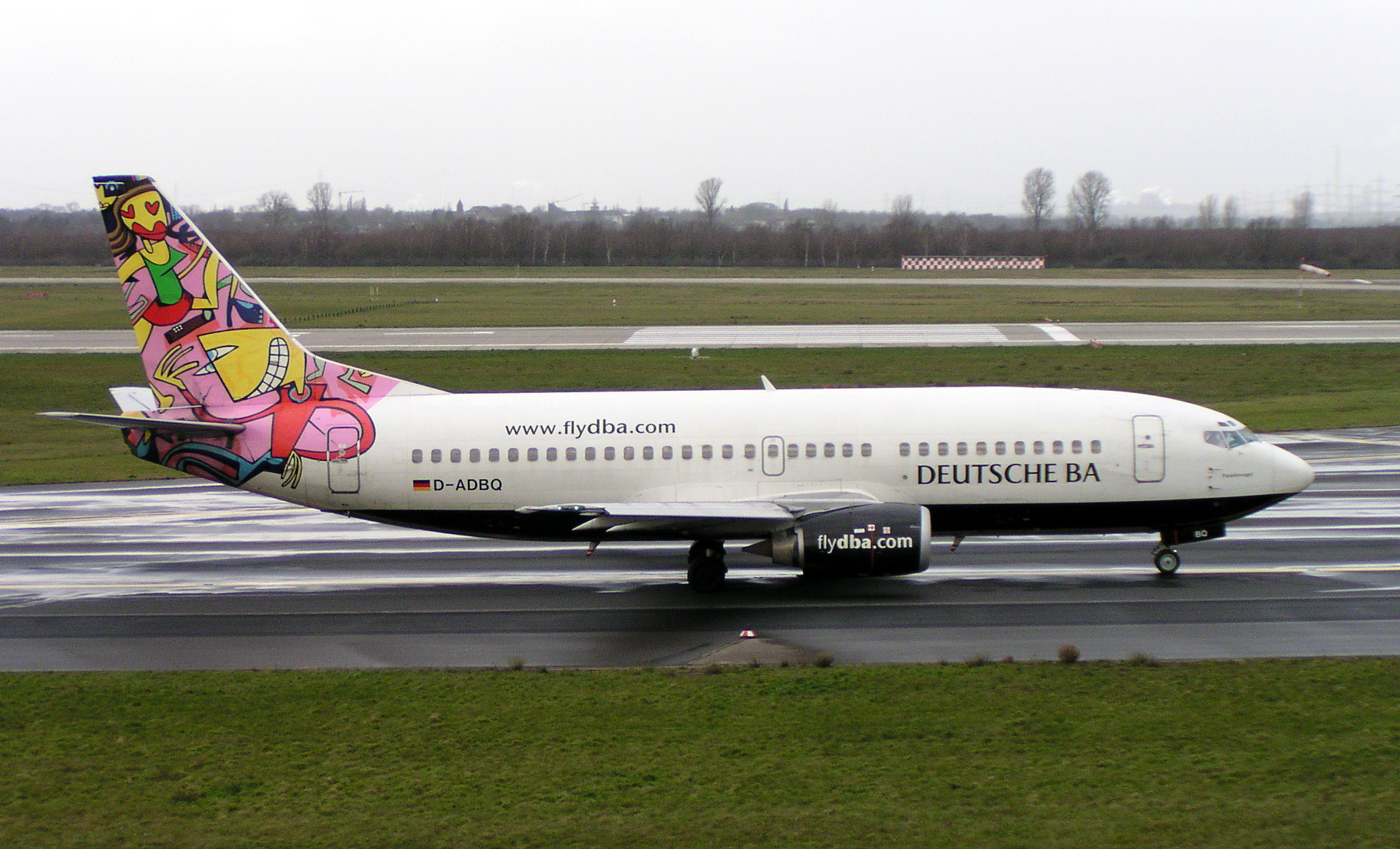
El avión accidentado fotografiado en diciembre de 2003.
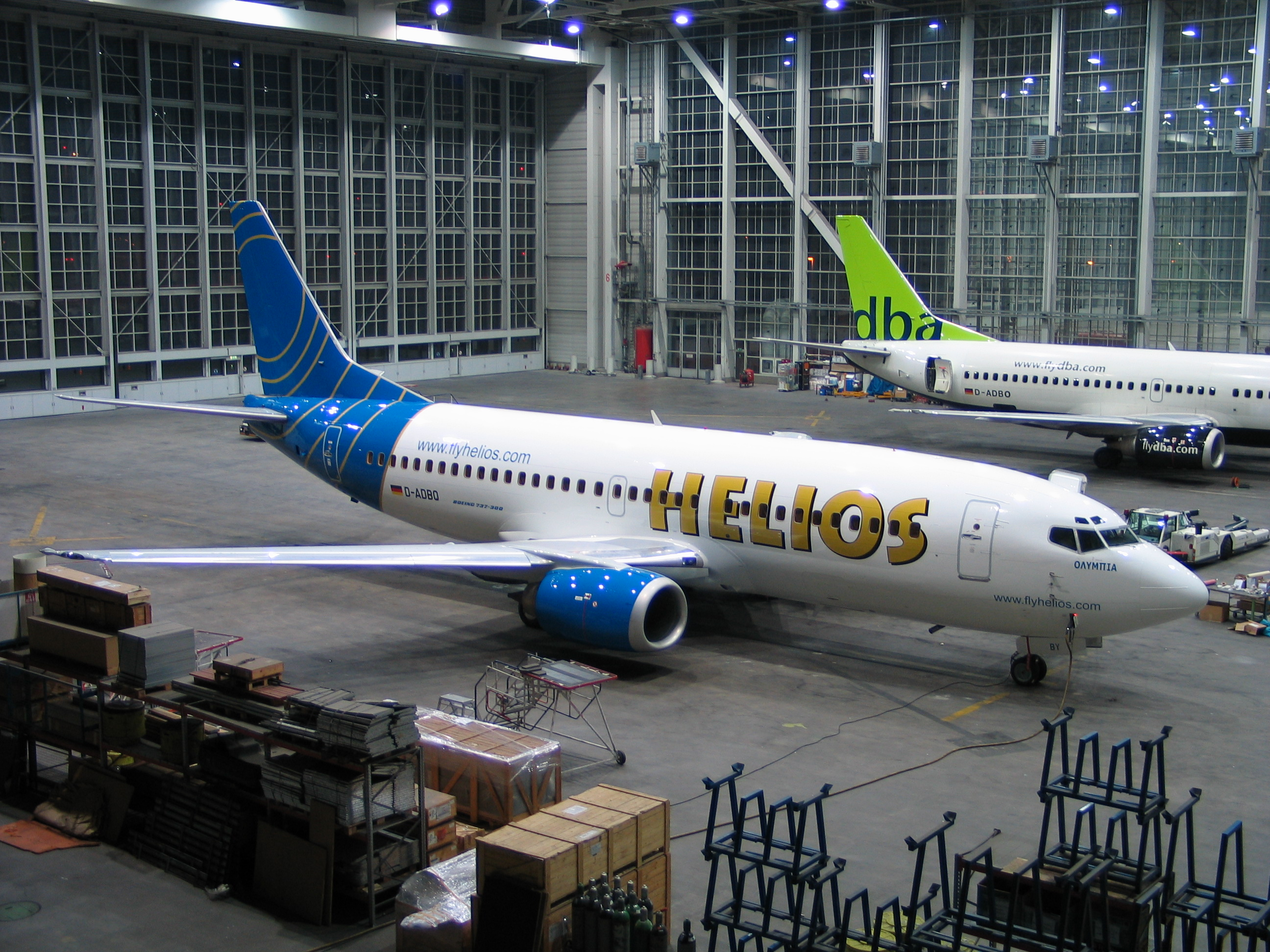
El avión accidentado fotografiado en abril de 2004, a punto de cambiar su registro y con la librea de Helios Airways.
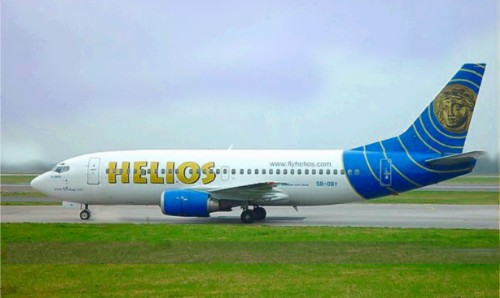
El avión accidentado fotografiado en 2004.
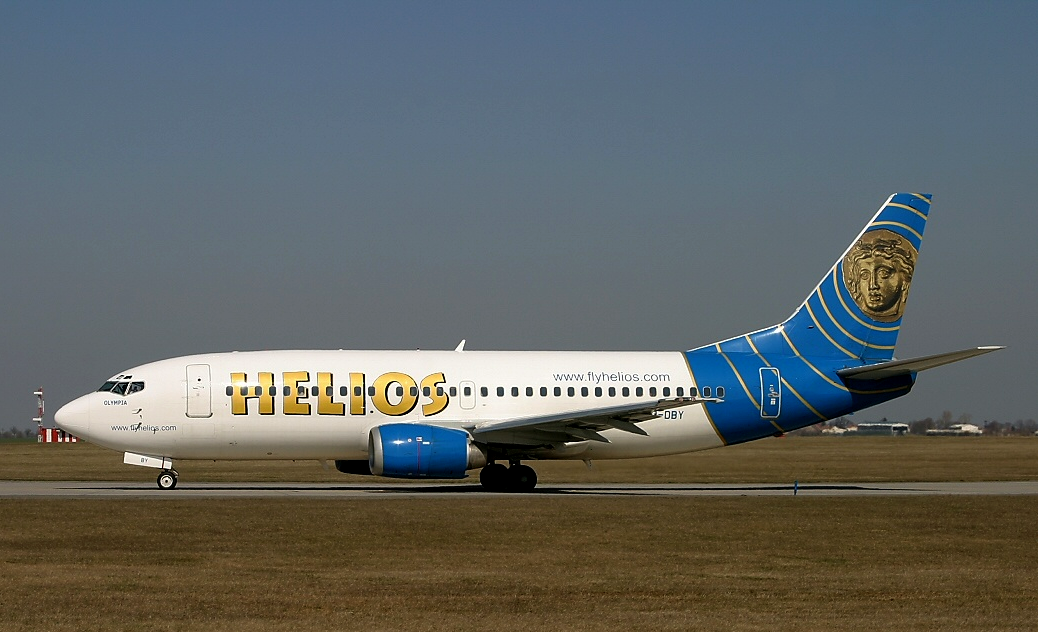
El avión accidentado fotografiado en marzo de 2005.
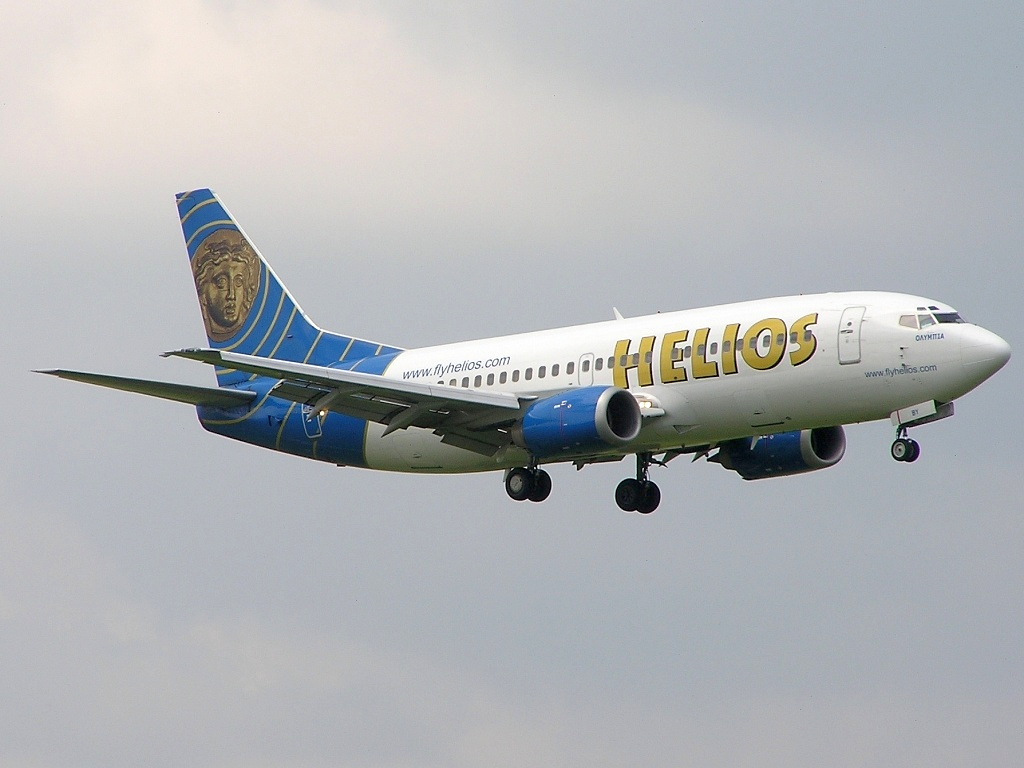
El avión accidentado fotografiado en julio de 2005.